# Richard Basset
Richard Basset (ur. ok. 1102 w Drayton Basset w hrabstwie Staffordshire, zm. 1144) – syn Ralpha Basseta, mającego normańskich przodków, którzy przybyli do Anglii razem z Wilhelmem Zdobywcą. Około roku 1123 wziął ślub z Maud Ridel, córką Geoffreya Ridela, lorda kanclerza Anglii. Miał z nią trzech synów: Geoffreya (1128–1189), który nosił nazwisko po matce, Ralpha (1131–1160) i Williama (1134–1185), oraz córkę Sybilę (1135–?). Henryk I nadał mu spore obszary ziemskie, które wcześniej należały do Roberta de Buci. Tak jak jego ojciec, Richard Basset został sędzią królewskim, a także szeryfem Buckinghamshire i Huntingdonshire.